# Columnea
Columnea là một chi gồm khoảng 200 loài cây thân thảo và cây bụi biểu sinh trong họ Thượng tiễn Gesneriaceae, có nguồn gốc từ vùng nhiệt đới của châu Mỹ và vùng Caribe. Những bông hoa hình ống hoặc hình dạng kỳ lạ thường lớn và có màu sắc rực rỡ; thường là đỏ, vàng hoặc cam và nhiều hoa có hình dạng giống cá vàng. Do đó tên thông thường của các loài trong chi này là cây cá vàng (xem thêm chi Nematanthus) do hình dạng hoa đặc biệt này.
Chi này được Carl Linnaeus đặt tên theo cách viết Latinh của tên nhà thực vật học người Ý thế kỷ 16 Fabio Colonna (Latinh: Fabius Columnus).
Chi Bucinellina phân tách từ chi Columnea được nhiều nhà thực vật học coi là danh pháp đồng nghĩa của Columnea. Danh sách đầy đủ các loài hiện được chấp nhận trong chi Columnea, cùng với các đồng nghĩa của chúng, có thể được tìm thấy tại Danh sách các loài Gesneriaceae toàn cầu.

## Làm cảnh
Các loài Columnea mọc như thực vật biểu sinh trong tự nhiên và cần nhiều ánh sáng, lưu thông khí tốt và giá thể thoát nước nhanh, có thể hơi khô giữa các lần tưới nước. Chúng rất thích hợp với điều kiện trồng trong chậu và cũng nở hoa đẹp nhất khi trồng trong chậu. Hầu hết các loài trong chi Columnea là cây nhiệt đới và dễ trồng trong điều kiện trong nhà hoặc nhà kính nhưng một số loài đến từ vùng cao và cần nhiệt độ mát hơn để phát triển tốt hoặc ra hoa. Phần lớn các loài nở hoa theo mùa, nhưng các giống lai và giống cây trồng có thể nở hoa liên tục.
Cây lai Columnea × banksii đã giành được  Award of Garden Merit của Hiệp hội Làm vườn Hoàng gia.

## Một số loài tiêu biểu

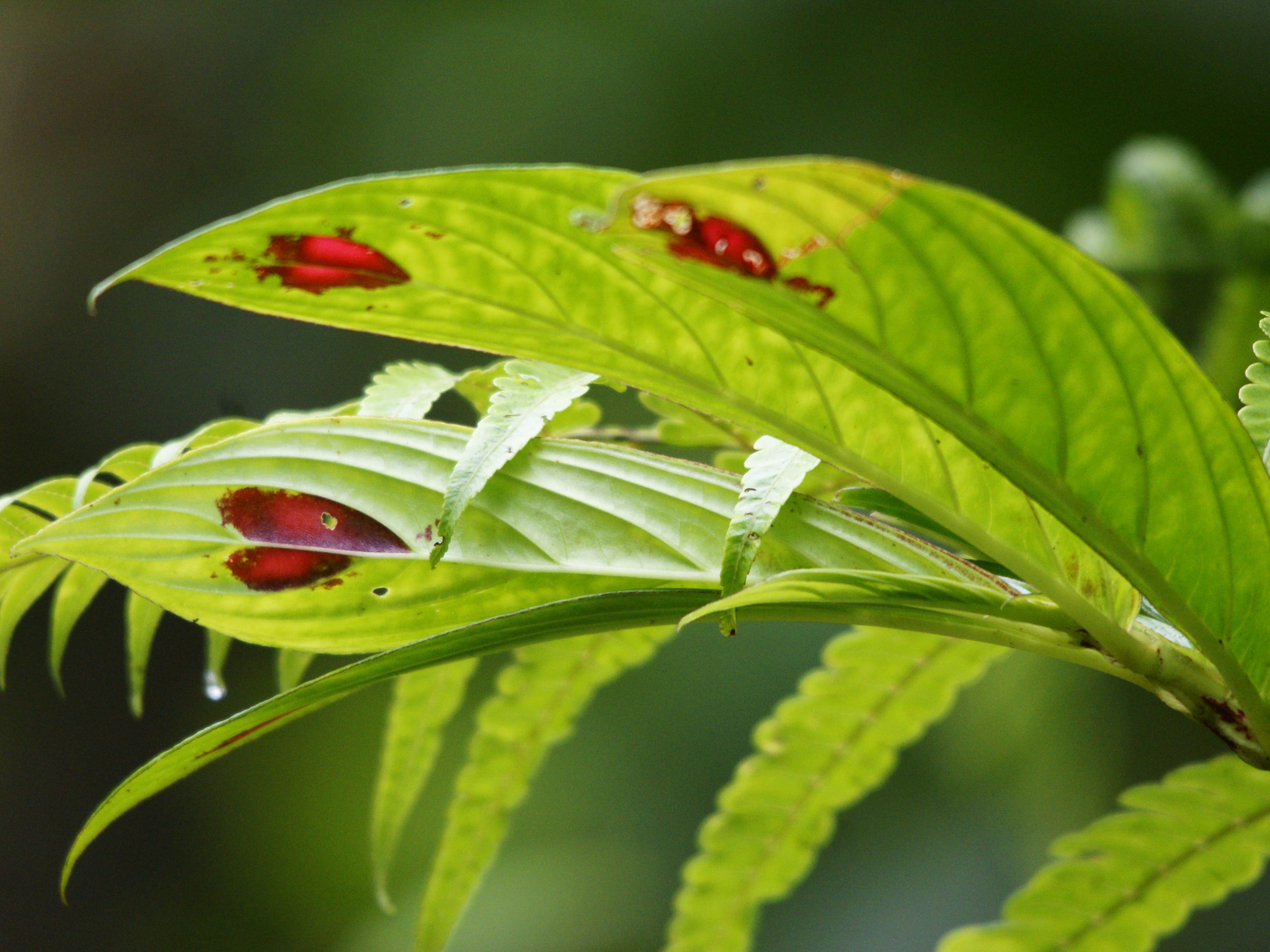
Lá cây Columnea consanguinea

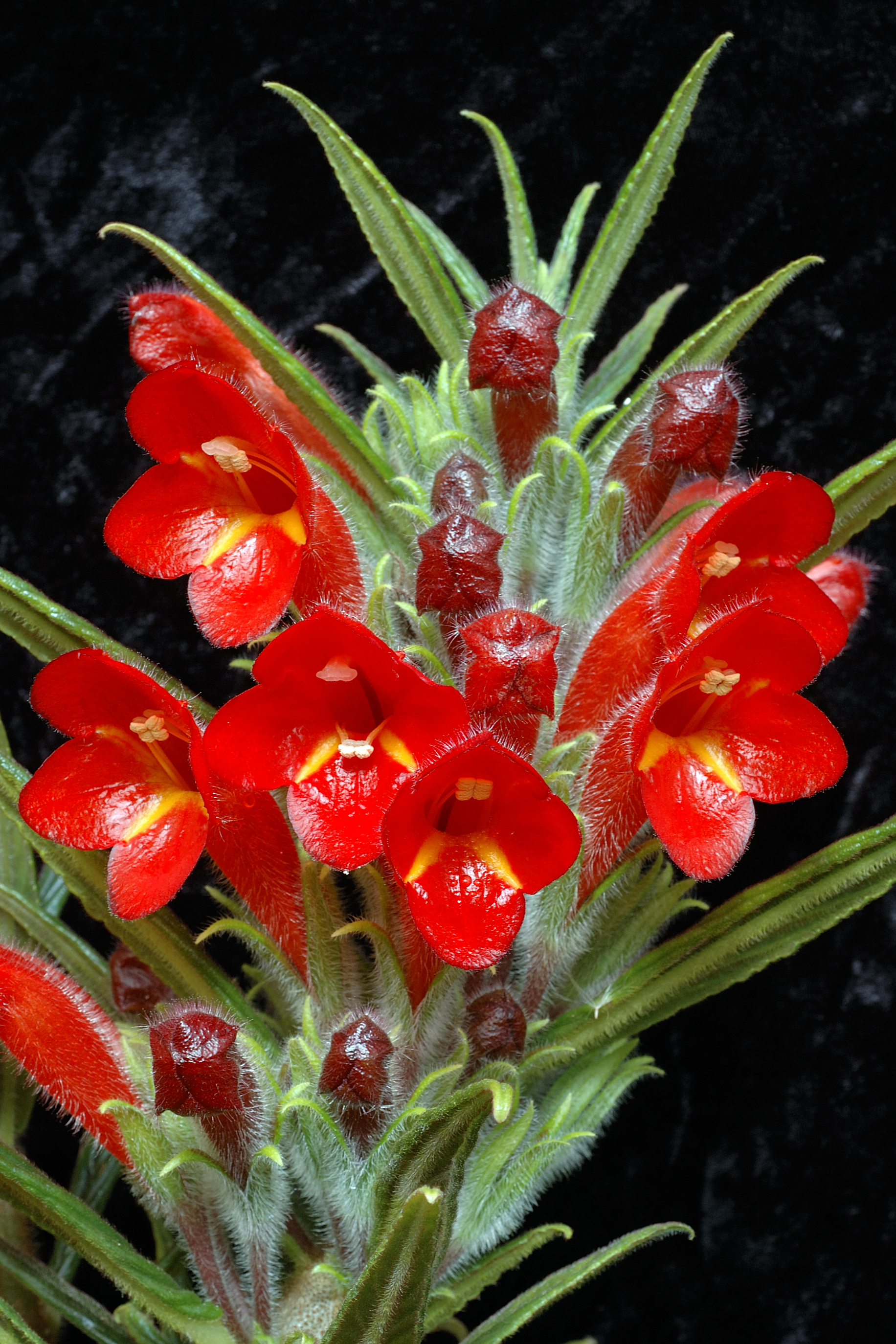
Cụm hoa Columnea flexiflora

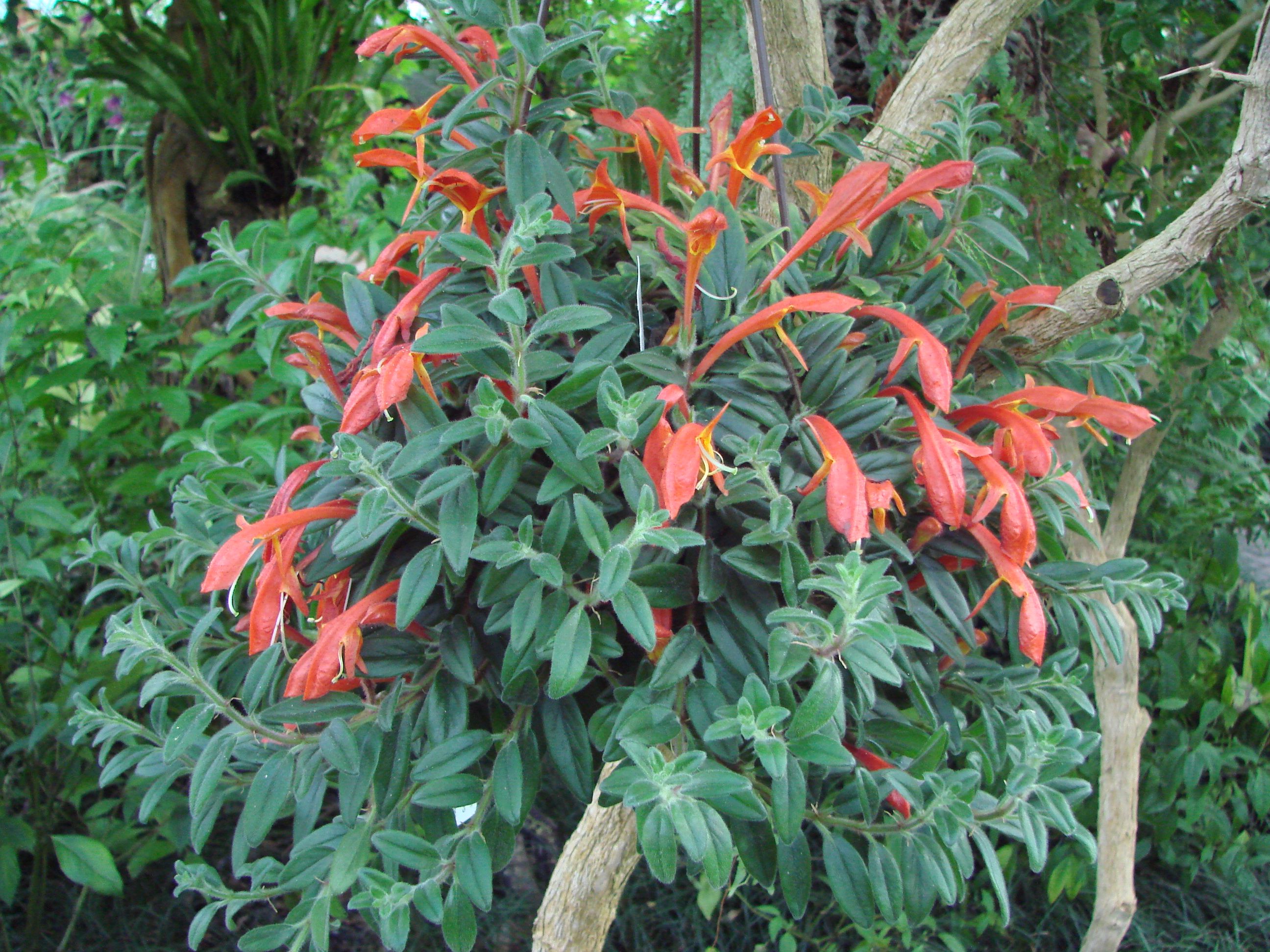
Hình thái loài Columnea hirta

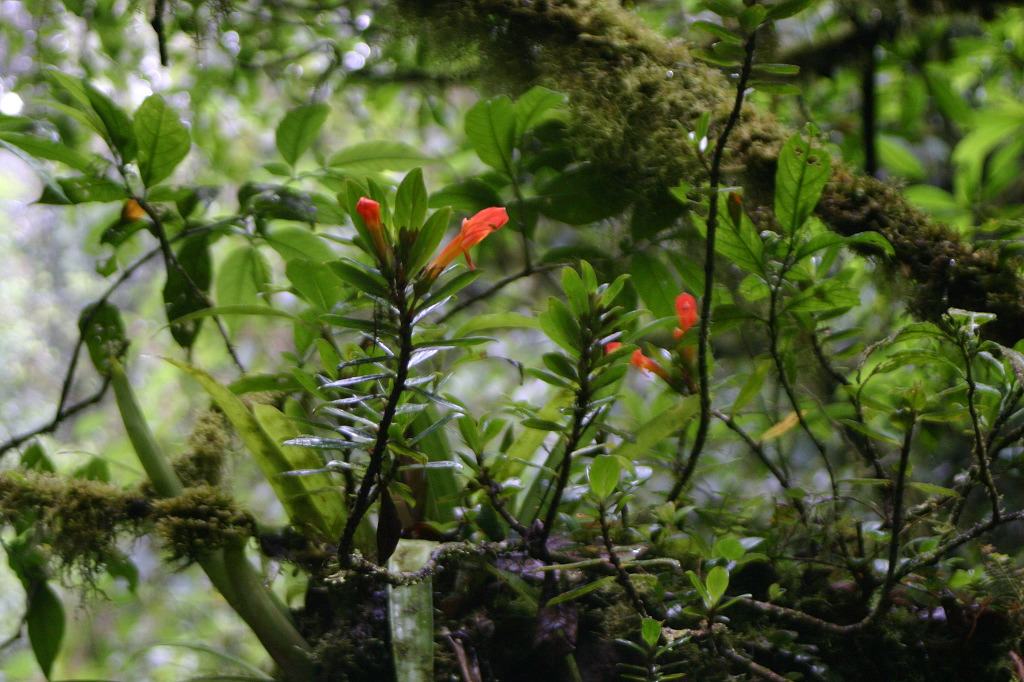
Hình thái loài Columnea glabra

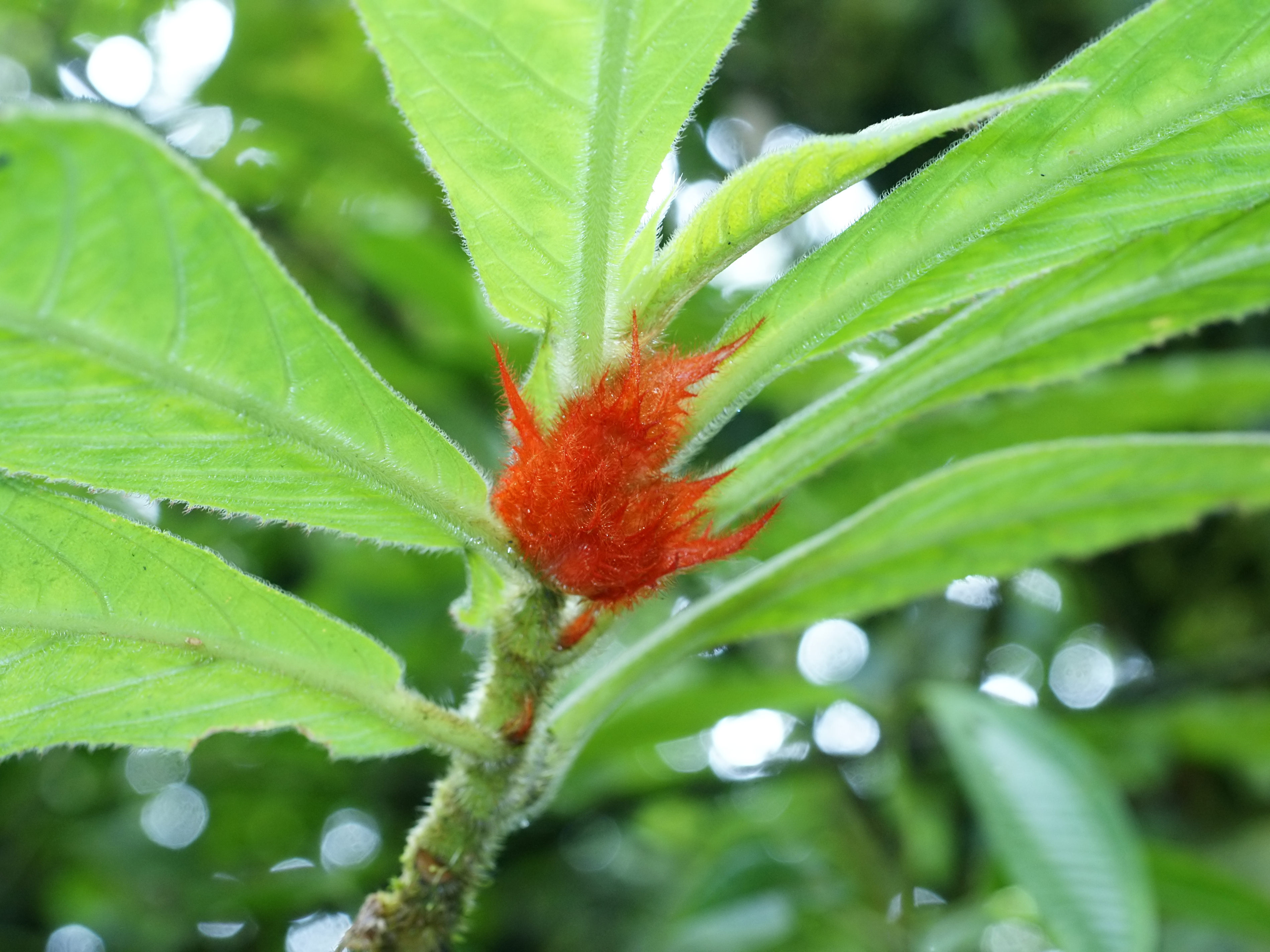
Hình thái loài Columnea purpurata

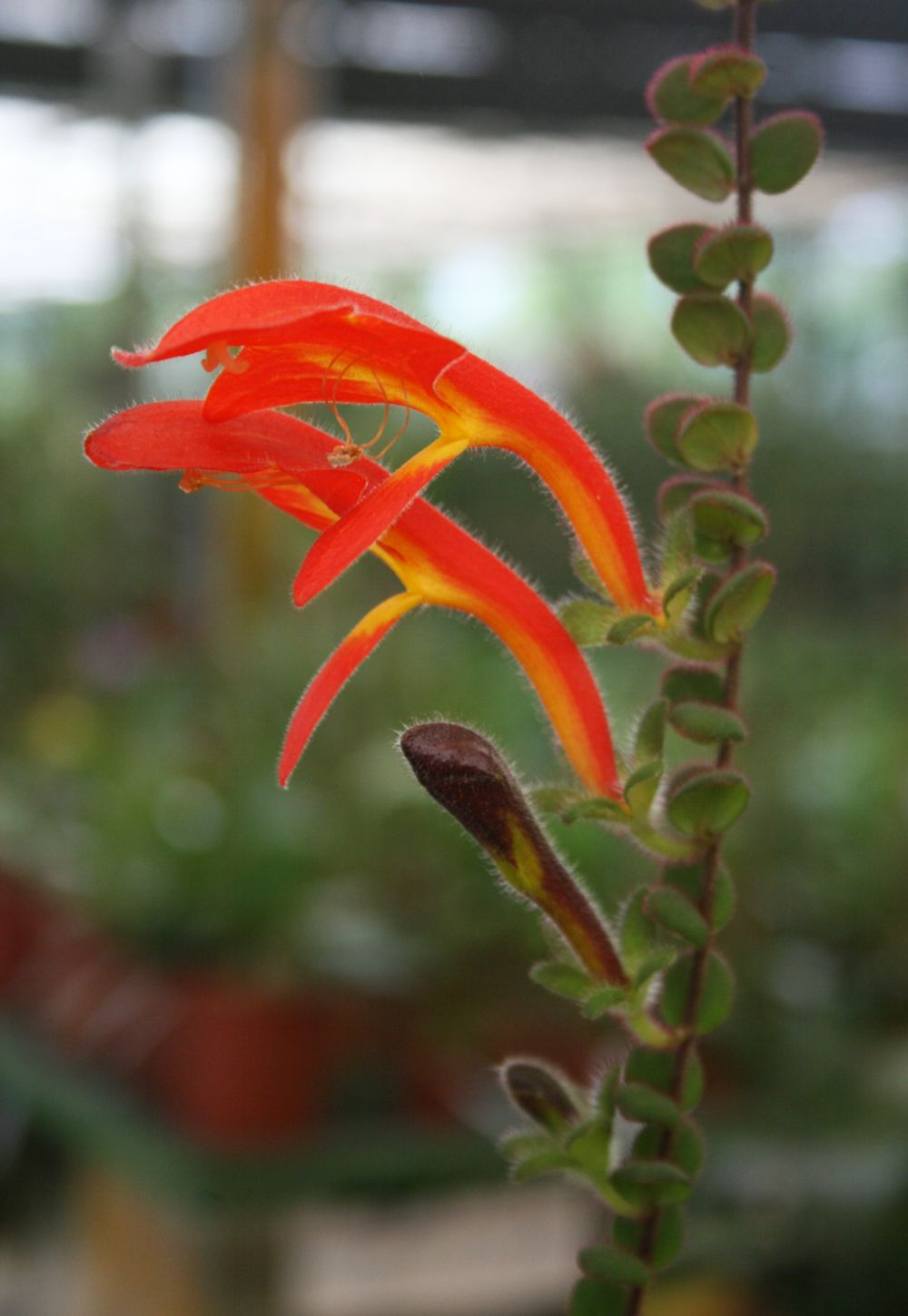
Hoa Columnea microphylla

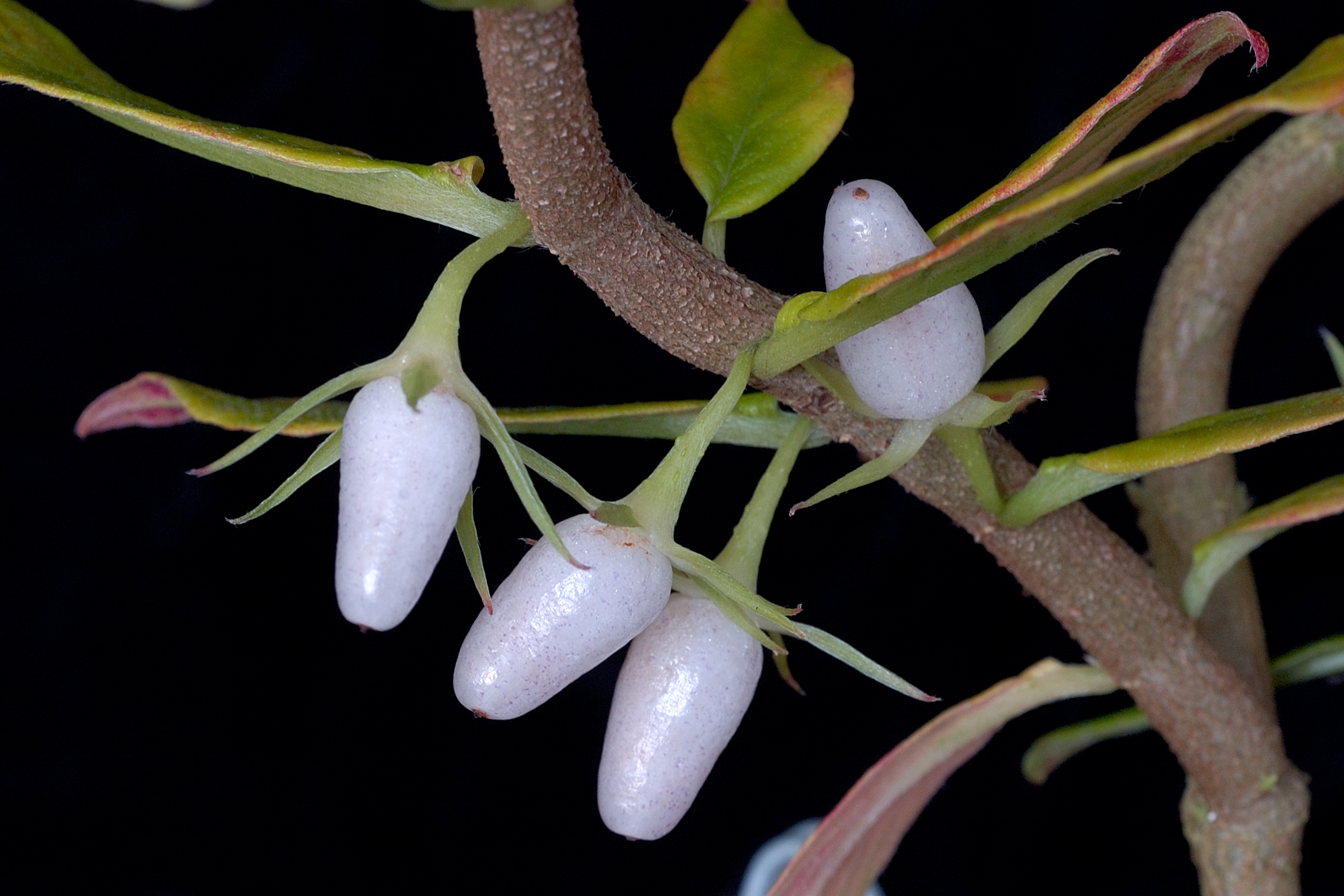
Quả Columnea orientandina

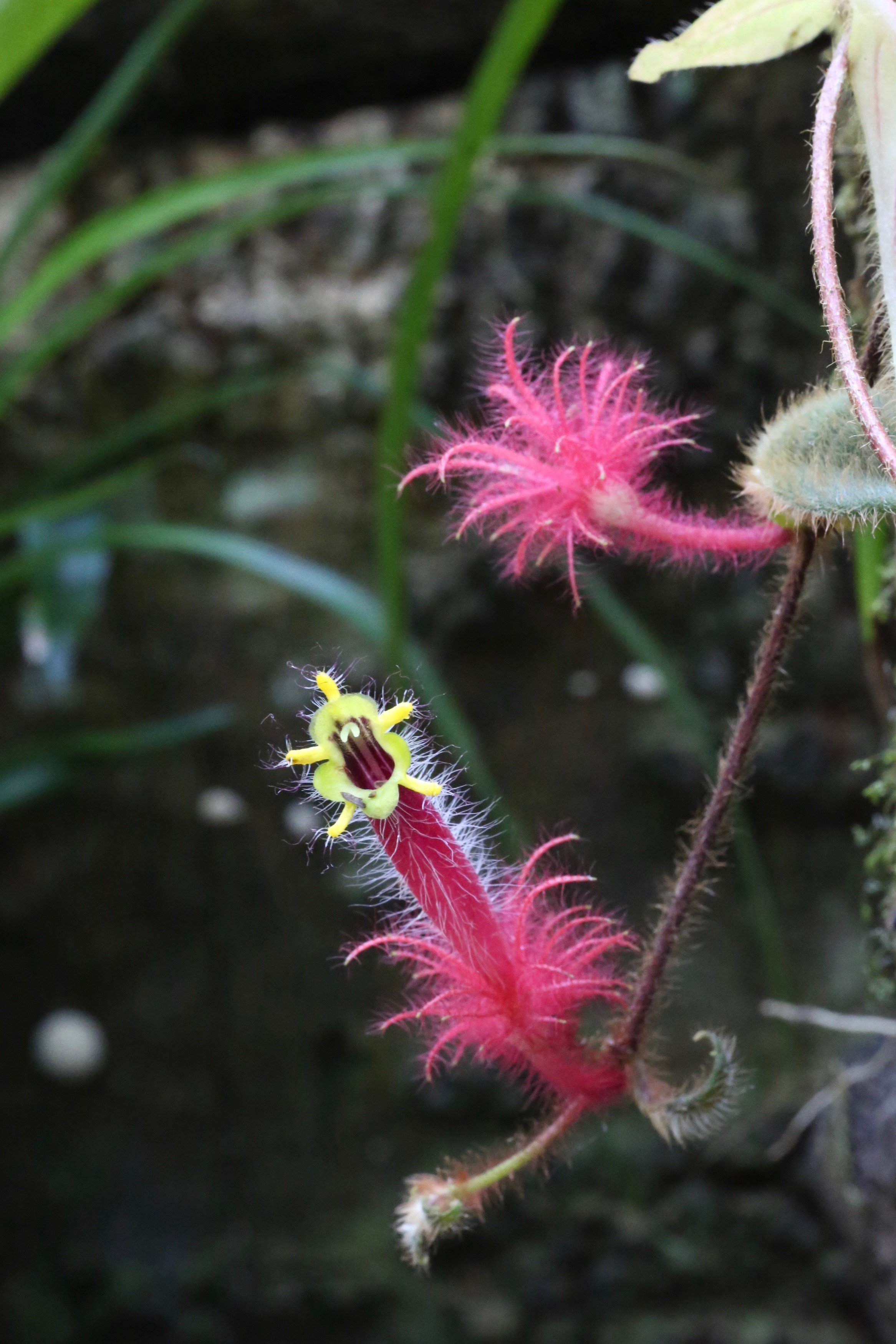
Hoa của Columnea minor

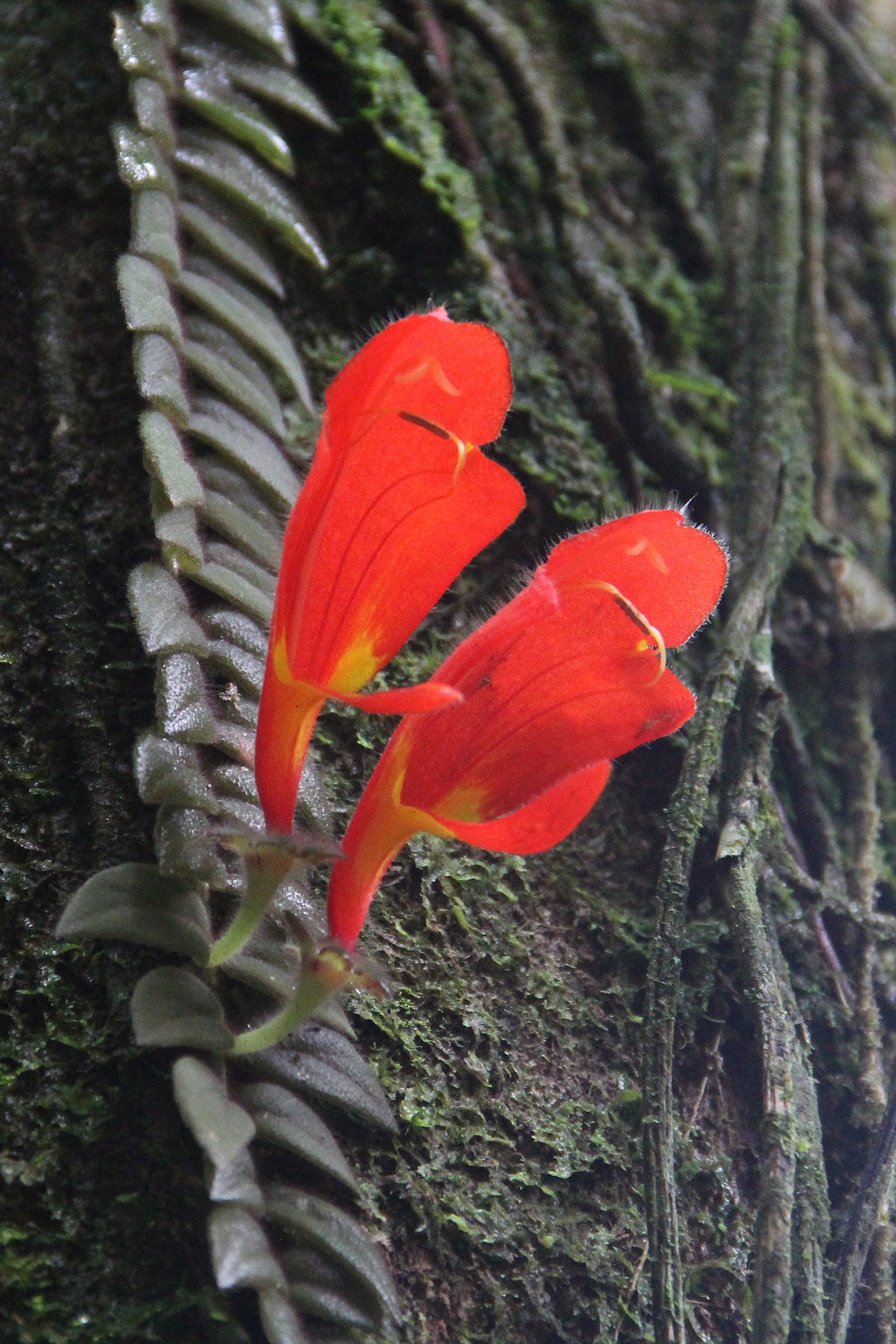
Hoa của Columnea gloriosa

Tính đến giữa năm 2025, có 218 loài trong chi này được chấp nhận.
1. Columnea albiflora L.P. Kvist & L.E. Skog
2. Columnea albovinosa (M.Freiberg) J.L.Clark & L.E.Skog
3. Columnea aliena (C.V. Morton) C.V. Morton
4. Columnea allenii C.V. Morton
5. Columnea ambigua (Urb.) B.D. Morley
6. Columnea ampliata (Wiehler) L.E. Skog
7. Columnea angulata J.L.Clark & Tobar
8. Columnea angustata (Wiehler) L.E. Skog
9. Columnea anisophylla DC.
10. Columnea antennifera J.L.Clark & Clavijo
11. Columnea antiocana (Wiehler) J.F. Sm.
12. Columnea argentea Griseb.
13. Columnea arguta C.V. Morton
14. Columnea asteroloma (Wiehler) L.E. Skog
15. Columnea atahualpae J.F. Sm. & L.E. Skog
16. Columnea aurantia Wiehler
17. Columnea aurea Warsz., nom. nud.
18. Columnea bilabiata Seem.
19. Columnea billbergiana Beurl.
20. Columnea bivalvis J.L. Clark & M. Amaya
21. Columnea blancoi J.E.Jiménez, Chinchilla & Kriebel
22. Columnea brenneri (Wiehler) B.D. Morley
23. Columnea brevipila Urb.
24. Columnea byrsina (Wiehler) L.P. Kvist & L.E. Skog
25. Columnea calotricha Donn. Sm.
26. Columnea canarina Wiehler
27. Columnea capillosa L.P. Kvist & L.E. Skog
28. Columnea carinata J.L.Clark & L.E.Skog
29. Columnea caudata M.Amaya & L.P.Kvist
30. Columnea cerropirrana (Wiehler) L.E. Skog
31. Columnea ceticeps J.L.Clark & J.F.Sm.
32. Columnea chiricana Wiehler
33. Columnea chocoensis M.Amaya & L.E.Skog
34. Columnea chrysotricha L.E. Skog & L.P. Kvist
35. Columnea ciliata (Wiehler) L.P. Kvist & L.E. Skog
36. Columnea citriflora L.E. Skog
37. Columnea cobana Donn. Sm.
38. Columnea colombiana (Wiehler) L.P. Kvist & L.E. Skog
39. Columnea consanguinea Hanst.
40. Columnea coronata M. Amaya, L.E. Skog & L.P. Kvist
41. Columnea coronocrypta M. Amaya, L.E. Skog & L.P. Kvist
42. Columnea corralesii M.Amaya & J.F.Sm.
43. Columnea crassa C.V. Morton
44. Columnea crassicaulis (Wiehler) L.P. Kvist & L.E. Skog
45. Columnea crassifolia Brongn. ex Lem.
46. Columnea cruenta B.D. Morley
47. Columnea cuspidata L.E. Skog & L.P. Kvist
48. Columnea dictyophylla Donn. Sm.
49. Columnea dielsii Mansf.
50. Columnea dimidiata (Benth.) Kuntze
51. Columnea dissimilis C.V. Morton
52. Columnea domingensis (Urb.) B.D. Morley
53. Columnea dressleri Wiehler
54. Columnea eburnea (Wiehler) L.P. Kvist & L.E. Skog
55. Columnea elongatifolia L.P. Kvist & L.E. Skog
56. Columnea ericae Mansf.
57. Columnea erythrophaea Decne. ex Houll.
58. Columnea erythrophylla Hanst.
59. Columnea eubracteata Mansf.
60. Columnea fawcettii (Urb.) C.V. Morton
61. Columnea fernandezii M. Amaya
62. Columnea ferruginea J.F.Sm. & J.L.Clark
63. Columnea figueroae M.Amaya
64. Columnea filamentosa L.E. Skog
65. Columnea filifera (Wiehler) L.E. Skog & L.P. Kvist
66. Columnea filipes Oliver
67. Columnea fimbricalyx L.P. Kvist & L.E. Skog
68. Columnea flaccida Seem.
69. Columnea flexiflora L.P. Kvist & L.E. Skog
70. Columnea floribunda Tobar & J.L.Clark
71. Columnea florida C.V. Morton
72. Columnea fluidifolia J.L.Clark & Tobar
73. Columnea foreroi M.Amaya
74. Columnea formosa (C.V. Morton) C.V. Morton
75. Columnea fractiflexa J.F.Sm. & J.L.Clark
76. Columnea fritschii (Rusby) J.F. Sm.
77. Columnea fuscihirta L.P. Kvist & L.E. Skog
78. Columnea gallicauda Wiehler
79. Columnea gigantifolia L.P. Kvist & L.E. Skog
80. Columnea glabra Oerst.
81. Columnea grata (Oerst. ex Hanst.) C.V.Morton
82. Columnea grisebachiana Kuntze
83. Columnea guatemalensis Sprague
84. Columnea guianensis C.V. Morton
85. Columnea guttata Poepp. in Poepp. & Endl.
86. Columnea harrisii (Urb.) Britton ex C.V. Morton
87. Columnea herthae Mansf.
88. Columnea hiantiflora Wiehler
89. Columnea hirsuta Swartz, non Auct.
90. Columnea hirsutissima C.V. Morton
91. Columnea hirta Klotzsch & Hanst.
92. Columnea hispida Swartz
93. Columnea hypocyrtantha (Wiehler) J.F. Sm. & L.E. Skog
94. Columnea illepida H.E. Moore
95. Columnea inaequilatera Poepp. in Poepp. & Endl.
96. Columnea incarnata C.V. Morton
97. Columnea incredibilis L.P. Kvist & L.E. Skog
98. Columnea isernii Cuatrec.
99. Columnea kalbreyeriana Masters
100. Columnea karstenianum R.Kr.Singh
101. Columnea katzensteiniae (Wiehler) L.E. Skog & L.P. Kvist
102. Columnea kienastiana Regel
103. Columnea kucyniakii Raymond
104. Columnea labellosa H. Karst.
105. Columnea laciniata J.L.Clark & M.Amaya
106. Columnea laevis L.P. Kvist & L.E. Skog
107. Columnea lanata (Seem.) Kuntze
108. Columnea lariensis Kriebel
109. Columnea lehmannii Mansf.
110. Columnea lepidocaula Hanst.
111. Columnea linearis Oerst.
112. Columnea longinervosa L.P. Kvist & L.E. Skog
113. Columnea longipedicellata M.Amaya, Clavijo & O.H.Marín
114. Columnea lophophora Mansf.
115. Columnea lucifer J.L. Clark
116. Columnea maculata C.V. Morton
117. Columnea magnifica Klotzsch ex Oerst.
118. Columnea manabiana (Wiehler) J.F. Sm. & L.E. Skog
119. Columnea mastersonii (Wiehler) L.E. Skog & L.P. Kvist
120. Columnea medicinalis (Wiehler) L.E. Skog & L.P. Kvist
121. Columnea megafolia L.E.Skog & M.Amaya
122. Columnea microcalyx Hanst. (synonym Columnea gloriosa Sprague)
123. Columnea microphylla Klotzsch & Hanst. ex Oerst.
124. Columnea minor (Hook.) Hanst.
125. Columnea minutiflora L.P. Kvist & L.E. Skog
126. Columnea mira B.D. Morley
127. Columnea moesta Poepp. in Poepp. & Endl.
128. Columnea moorei C.V. Morton
129. Columnea nariniana (Wiehler) L.P. Kvist & L.E. Skog
130. Columnea nematoloba L.P. Kvist & L.E. Skog
131. Columnea nervosa (Klotzsch ex Oerst.) Hanst.
132. Columnea nicaraguensis Oerst.
133. Columnea oblongifolia Rusby
134. Columnea ochroleuca (Klotzsch ex Oerst.) Hanst.
135. Columnea oerstediana Klotzsch ex Oerst.
136. Columnea orientandina (Wiehler) L.P. Kvist & L.E. Skog
137. Columnea ornata (Wiehler) L.E. Skog & L.P. Kvist
138. Columnea ovatifolia L.P. Kvist & L.E. Skog
139. Columnea oxyphylla Hanst.
140. Columnea panamensis C.V. Morton
141. Columnea paraguensis  M.Amaya & J.F.Sm.
142. Columnea paramicola (Wiehler) L.P.Kvist & L.E.Skog
143. Columnea parviflora C.V. Morton
144. Columnea pectinata C.V. Morton
145. Columnea pedunculata M. Amaya, L.E. Skog & L.P. Kvist
146. Columnea pendens J.L.Clark, Tobar & J.F.Sm.
147. Columnea pendula (Klotzsch ex Oerst.) Hanst.
148. Columnea perpulchra C.V. Morton
149. Columnea peruviana Zahlbr.
150. Columnea polyantha (Wiehler) L.E. Skog
151. Columnea poortmannii (Wiehler) L.P. Kvist & L.E. Skog
152. Columnea praetexta Hanst.
153. Columnea proctorii Stearn
154. Columnea pubescens (Griseb.) Kuntze
155. Columnea pulcherrima C.V. Morton
156. Columnea pulchra (Wiehler) L.E. Skog
157. Columnea purpurata Hanst.
158. Columnea purpureovittata (Wiehler) B.D. Morley
159. Columnea purpurimarginata L.P. Kvist & L.E. Skog
160. Columnea purpusii Standl.
161. Columnea pygmaea J.L. Clark & J.F. Sm.
162. Columnea querceti Oerst.
163. Columnea queremalensis M. Amaya, L.E. Skog & L.P. Kvist
164. Columnea rangelii M.Amaya & O.H.Marín
165. Columnea raymondii C.V. Morton
166. Columnea repens (Hook.) Hanst.
167. Columnea reticulata M. Amaya, L.E.Skog, C.E.González, & J.F.Sm.
168. Columnea rileyi (Wiehler) J.F.Sm.
169. Columnea ringens Regel
170. Columnea robusta (Wiehler) L.E.Skog
171. Columnea rosea (C.V. Morton) C.V.Morton
172. Columnea rubra C.V. Morton
173. Columnea rubriacuta (Wiehler) L.P.Kvist & L.E.Skog
174. Columnea rubribracteata L.P.Kvist & L.E.Skog
175. Columnea rubricalyx L.P.Kvist & L.E.Skog
176. Columnea rubricaulis Standl.
177. Columnea rubrocincta C.V.Morton
178. Columnea rutilans Swartz
179. Columnea sanguinea (Pers.) Hanst.
180. Columnea sanguinolenta (Klotzsch ex Oerst.) Hanst.
181. Columnea scandens L.
182. Columnea schiedeana Schlechtend.
183. Columnea schimpffii Mansf.
184. Columnea segregata B.D.Morley
185. Columnea sericeo-villosa Suess.
186. Columnea serrata (Klotzsch ex Oerst.) Hanst.
187. Columnea silvarum C.V.Morton
188. Columnea skogii Amaya M.
189. Columnea spathulata Mansf.
190. Columnea stilesiana M.Amaya & L.P.Kvist
191. Columnea stricta Rusby
192. Columnea strigosa Benth.
193. Columnea subcordata C.V.Morton
194. Columnea suffruticosa J.F.Sm. & L.E.Skog
195. Columnea sulcata L.E.Skog & L.P.Kvist
196. Columnea sulfurea Donn. Sm.
197. Columnea tandapiana (Wiehler) L.E.Skog & L.P.Kvist
198. Columnea tecta J.L.Clark & Clavijo
199. Columnea tenella L.P.Kvist & L.E.Skog
200. Columnea tenensis (Wiehler) B.D. Morley
201. Columnea tenuis Klotzsch ex Oerst.
202. Columnea tessmannii Mansf.
203. Columnea tincta Griseb.
204. Columnea tomentulosa C.V. Morton
205. Columnea trollii Mansf.
206. Columnea tutunendana (Wiehler) L.E.Skog
207. Columnea ulei Mansf.
208. Columnea ultraviolacea J.F.Sm. & L.E.Skog
209. Columnea urbanii Stearn
210. Columnea verecunda C.V.Morton
211. Columnea villosissima Mansf.
212. Columnea vinacea C.V.Morton
213. Columnea vittata (Wiehler) L.E.Skog
214. Columnea weberbaueri Mansf.
215. Columnea xiphoidea J.F.Sm. & L.E.Skog
216. Columnea zebranella Wiehler
217. Columnea zebrina Raymond